# Somebody Help Me
Somebody Help Me är en poplåt komponerad av den jamaicanske musikern Jackie Edwards. Låten spelades in av The Spencer Davis Group som utgav den som singel i mars 1966 på skivbolaget Fontana Records. Gruppen hade fått sitt genombrott med sin förra singel "Keep On Running", vilken också komponerats av Edwards. Med "Somebody Help Me" fick gruppen sin andra och sista listetta på UK Singles Chart. Nästan ett år senare gick låten in på Billboardlistan i USA där den toppade på plats 47. Den nådde också plats 37 på Kanadensiska RPM-listan samma år.
Låten spelades 1966 in av The Everly Brothers till albumet Two Yanks in England där den blev inledande spår. Den utgavs även som singel.

## Listplaceringar
| Lista (1966-1967) | Position                              |
| ----------------- | ------------------------------------- |
| Frankrike         | 16                                    |
| Irland            | 5                                     |
| Kanada            | 37                                    |
| Nya Zeeland       | 20 (NZ Listner)                       |
| Storbritannien    | 1                                     |
| Sverige           | - (Testad på Tio i topp, ej inröstad) |
| USA               | 47                                    |
| Vallonien         | 48                                    |
| Västtyskland      | 3                                     |